# 야마모토촌 (나가노현)
야마모토촌(山本村)은 나가노현 시모이나군에 설치되었던 촌이다. 현재의 이다시 서부에 해당한다.